# Хитберген
Хитберген (нем. Hittbergen) — община в Германии, в земле Нижняя Саксония.
Входит в состав района Люнебург. Подчиняется управлению Шарнебек. Население составляет 893 человека (на 31 декабря 2010 года). Занимает площадь 14,64 км².
Коммуна подразделяется на 2 сельских округа.